# Amblystegium distantifolium
Amblystegium distantifolium là một loài rêu trong họ Amblystegiaceae. Loài này được Kindb. mô tả khoa học đầu tiên năm 1892.